# Zentyal
A Zentyal (2010 szeptemberéig eBox Platform) egy ingyenes, nyílt forrású szerver elsősorban kis és közepes vállalatok számára fejlesztve. A Zentyal használható mint: hálózati átjáró, hálózati infrastruktúra kezelő szerver, céges adattároló szerver, kommunikációs szerver. A platform magába foglal egy fejlesztői felületet, amely segítségével könnyedén fejleszthetők hozzá további szolgáltatások.
A projekt forráskódja a GNU General Public License feltételei szerint érhető el, és néhány kereskedelmi licencfeltétel szerint is. A Zentyal tulajdonosa és támogatója egy profitorientált cég, a spanyol eBox Technologies vállalat, aki a forráskód tulajdonjogainak birtokosa is egyben.
A Zentyal első nyílt forráskódú kiadása 2005-ben jelent meg két cég közös projektjeként. A platform 2006. november 16-án hivatalosan NEOTEC projektté vált, és a CDTI-től (spanyol közalapítvány, az Ipari, Kereskedelmi és Turisztikai Minisztérium felügyelete alatt) közpénzeket kapott a projekt fejlesztésére, ennek köszönhetően jelent meg az 1.0-s kiadás.
A Zentyal először az Ubuntu 2007-ben kiadott Gutsy Gibbon Tribe 3 változatában jelent meg. Az első kiadásra jelölt változat, eBox 1.0, 2008-ban lett kiadva.

## Áttekintés

### Funkciók
A 2010 februárjában megjelent eBox Platform 1.4-es változat a következő funkciókkal rendelkezik:
- Hálózatok
  - Tűzfal és routing
    - Szűrés
    - NAT és portátirányítások
    - VLAN 802.1Q
    - Támogat egyszerre több PPPoe és DHCP átjárót
    - Többátjárós funkciók, terheléselosztás, és automatikus failover
    - Forgalomkorlátozás (programszintű támogatással)
    - Grafikus forgalom monitorizálása
    - Hálózati behatolásészlelő rendszer
    - Dinamikus DNS ügyfél

  - Hálózati infrastruktúra
    - DHCP szerver
    - NTP szerver
    - DNS szerver
      - Dinamikus frissítés DHCP-n keresztül

    - RADIUS szerver

  - VPN támogatás
    - Dinamikus routing automatikus beállítása

  - HTTP proxy
    - Internet cache
    - Felhasználói hitelesítés
    - Tartalomszűrés (kategóriák szerint is)
    - Transzparens víruskeresés

  - Behatolás elleni rendszer
  - Levelező szerver
    - Virtuális tartományok
    - Quoták
    - SIEVE támogatás
    - Külső levelezés kezelése
    - POP3 és IMAP, SSL/TLS támogatással
    - Spam és anti-vírus szűrés
      - Greylisting, blacklisting, whitelisting

    - Transzparens POP3 proxy szűrő
    - Catch-all account
- Webmail
- Web szerver
  - Virtuális tartományok támogatása
- Tanúsító hatóság
- Workgroup
  - Központosított felhasználó és csoportkezelés
    - Master/slave támogatás
    - Windows Active Directory Szinkronizáció

  - Windows PDC
    - Jelszó házirendek
    - Windows 7 támogatás

  - Hálózati erőforrás megosztás
    - Fájlszerver
      - Antivírus
      - Recycle bin

    - Nyomtatószerver

  - Csoportmunka: naptár, címjegyzék, webmail, wiki, stb.
  - VoIP szerver
    - Voicemail
    - Konferenciaszobák
    - Külső szolgáltatón keresztüli híváskezelés
    - Hívásátirányítások
    - Hívásvárakoztatás
    - Várakoztatás közbeni zenelejátszás
    - Híváslista kezelés
    - Naplózás
- Jabber/XMPP szerver
- eBox Felhasználói sarok
- Jelentések és monitorizálás
- Szoftver frissítések kezelése
- Biztonsági mentések (beállítások és távoli adatmentések)

## Fejlesztés
A Zentyal a nyílt forrású fejlesztési modellt használja, aminek köszönhetően a teljes forráskód hozzáférhető a felhasználók számára.

### Nyílt forrású összetevők
A Zentyal egy nyílt forrású program, jórészt Perl-ben írva, amely a következő nyílt forrású összetevőkre épül:
- Apache
  - Webszerver
- mod_perl
  - CGI engine
- OpenLDAP
  - Megosztott felhasználók és csoportok
- OpenSSL
  - Cryptography
- Csomagszűrés
  - Tűzfal
  - NAT
- BIND
  - Tartománykiszolgáló
- Squid
  - Web proxy-cache
- DansGuardian
  - Tartalomszűrés
- Postfix
  - Levelezőszerver
- Jabber/XMPP
  - Azonnali üzenetküldés
- Ntpd
  - Óra és dátum szinkronizálás
- OpenVPN
  - Virtuális magánhálózat
- Samba
  - Megosztott tárolóhelyszolgáltatás
  - Tartományvezérlő windows klienseknek
- Common Unix Printing System
  - Nyomtatómegosztás
- Advanced Packaging Tool (APT)
  - Szoftvere telepítés és frissítés
- Asterisk
  - Voice over Internet Protocol szolgáltatás
- Snort
  - Hálózat Behatolásészlelő rendszer
- eGroupware
  - Naptármegosztás, címjegyzék, webmail
- Dovecot
  - IMAP és POP3 szerver

A Zentyal Live CD-je a Remastersys projekt segítségével készül. A teljes platform az Ubuntu 10.04 Lucid Lynx operációs rendszerre épül.

## Kapcsolódó lapok
- ClearOS
- Webmin
- Control panel
- ehcp
- SysCP
- SME szerver

## Külső hivatkozások
- Hivatalos weblap
- Fejlesztői weblap